# Delegálás (objektumorientált programozás)
Az objektumorientált programozásban a delegálás alatt az objektum (a fogadó) egy adattagjának (property vagy metódus) kiértékelését értjük egy másik objektum (a küldő) kontextusában. A delegálás lehet explicit vagy implicit. Az explicit delegálás átadja a küldő objektumot a fogadó objektumnak. Ez a művelet bármely objektumorientált nyelven elvégezhető. Az implicit delegáláshoz szükség van a szolgáltatás nyelvi támogatására és a nyelv tagkeresési szabályai szerint történik. Az implicit delegálás a viselkedés újra felhasználásának alapvető módszere a prototípus-alapú programozásban. Az osztályszíntű programozásban ennek megfelelője az öröklődés. A JavaScript és a Self a két legismertebb példája a nyelvi szintű delegálást támogató programozási nyelveknek. A Self programnyelv beépíti a delegáció fogalmát az önmagára történő hívások metódusfeloldására használt mutálható szülőhelyek fogalmán keresztül.
A delegálást különböző objektumok közötti kapcsolatok leírására is lehet használni. Fontos megemlíteni, hogy gyakran összetévesztik olyan fogalmakkal, amelyek más objektumok használatára épülnek, mint a konzultálás és az aggregálás. A továbbítás (forwarding) is egy jó példa erre. Itt egy tagérték kiértékelődik egy objektumban az által, hogy az adott adattagot kiértékeljük egy másik objektumban, a fogadó objektum kontextusában (amikor egy burkoló objektum nem adja tovább önmagát a burkolt objektumnak). A delegálási minta egy szoftvertervezési minta a delegáció implementálására, bár használják a kifejezést lazább kontextusban a konzultációra és a továbbításra is.

## Áttekintés
Lieberman 1986-os „Prototípusos objektumok használata a megosztott viselkedés megvalósításához objektumorientált rendszerekben” tanulmányában fogalmazta meg a delegációt ebben az értelemben, mint egy programnyelvi tulajdonságot, amely metóduskeresési szabályokat használ önmaga meghívására.
A dinamikus kötés a delegálás alapja. Ez lehetővé teszi, hogy futási időben különböző kódszegmenseket hívjon meg a metódus. Gyakran használják ezt a programozási technikát a macOS-ben (és elődjében, a NeXTStepben) a programkomponensek viselkedésének testreszabására. A delegálásnak köszönhetően egy, az operációs rendszer által biztosított osztály használata is elég az ablakok kezelésére, mivel szükség esetén az alapértelmezett viselkedés programspecifikus delegációval felülírható. Például, amikor a felhasználó az ablakbezáró gombra kattint, az ablakkezelő egy windowShouldClose: hívást küld a delegáltnak. Mentésre váró adatok esetén a delegált késleltetheti az ablak bezárását.
A delegálás meghatározható (és megkülönböztethető a továbbítástól), mint önmaga késői kötésének egy formája:
... a szülő self (vagy this) változójának küldött üzenetek "visszatérnek" az üzenetet eredetileg fogadó objektumhoz.
Tehát a definíció időpontjában a self fogadó objektum metódusdefinícióban nem statikusan kötődik az objektumhoz (például fordítási időben, vagy amikor a függvény egy objektumhoz tartozik). Kiértékelési időben kötődik az objektumhoz.
Sokan előnyben részesítik a delegálást az öröklődéssel szemben, arra hivatkozva, hogy olvashatóbbá és értelmezhetőbbé teszi a programkódot. Az explicit delegálás viszonylag közismert, azonban kevés felkapott programozási nyelvben található meg az öröklődés alternatív modelljeként. A delegáció és öröklődés közötti kapcsolat bonyolult; egyes szerzők egyenértékűnek tartják őket, vagy egyiket a másik különleges esetének.

## Nyelvi támogatás a delegációhoz
Ha egy nyelv támogatja a metóduskeresési szabályokon keresztüli delegálást, akkor a metódus továbbítás ugyanúgy működik, mint az öröklődő virtuális metódusoknál. Így mindig a legspecifikusabb metódus kerül kiválasztásra a metóduskeresés eredményeként. Ezért szerepel a metóduskeresés elején az eredeti fogadó entitás, akkor is, ha továbbadta a vezérlést egy másik objektumnak (delegációs linken keresztül teszi, nem objektum hivatkozás segítségével).
A delegálás előnye, hogy képes futási időben az entitások egy adott részhalmazát befolyásolni, eltávolítani. Ez annak köszönhető, hogy futási időben valósul meg a delegációs hivatkozás. Ezzel szemben, az öröklődés a példányok helyett a típusra fókuszál és fordítási időben valósul meg. Továbbá, az öröklődés statikusan típusellenőrizhető, míg a delegálás általában generikusok segítsége nélkül erre nem képes (bár korlátozott változatai lehetnek statikusan típusbiztosak). A delegálást akár „konkrét objektumok futásidejű öröklődésének” is nevezhetjük.
C# / Java- szerű nyelvű pszeudokód:
class A {
void foo() {
  // a "this" más nyelvekben “current”, “me” illetve “self”-ként
     szerepelhet
  this.bar();
}
void bar() {
  print("a.bar");
}
};
class B {
private delegate A a; // delegációs hivatkozás

public B(A a) {
  this.a = a;
}
void foo() {
  a.foo(); // foo() hívása az a példányán
}
void bar() {
  print("b.bar");
}
};
a = new A();
b = new B(a); // delegálás kialakítása két objektum között
A b.foo() hívás eredményeként b.bar érték íródik a konzolra, mivel a this az eredeti fogadó objektumra b-re utal a kontextusában. Az ebből eredő this -beli kétértelműséget tárgyskizofréniának hívják.
Az implicit this explicit paraméterre fordításával (B-ben az a delegateje), az a.foo() hívás A.foo(b)-re változik. Itt az a típusát használjuk metódusfeloldáshoz és a b delegáló objektumra vonatkozik a this argumentum.
Öröklődéssel az analóg kód (nagybetűkkel hangsúlyozva, hogy a felbontás nem objektumokon hanem osztályokon alapul):
```
class
 
A
 {
```

```
  void foo() {
```

```
    
this
.bar();
```

```
  }
```

```
  void bar() {
```

```
    print("A.bar");
```

```
  }
```

```
}; 
```

```
class
 
B
 
extends
 A {
```

```
  
public
 B() {}
```

```
  void foo() {
```

```
    
super
.foo(); 
// meghívja (A) ősosztály foo() metódusát
```

```
  }
```

```
  void bar() {
```

```
    print("B.bar");
```

```
  }
```

```
};
```

```
b = 
new
 B();
```

A b.foo() hívás B.bar-t eredményez. Ebben az esetben this egyértelmű: csak egy objektum van, b, és a this.bar() az alosztályon lévő metódusra oldódik fel.
A programozási nyelvek nem szokták támogatni a delegálásnak ezt a szokatlan formáját nyelvi koncepcióként. Ez alól azonban létezik néhány kivétel.

### Kettős öröklődés
A kettős öröklődés akkor alkalmazható, ha az adott nyelv támogatja a delegációt és az öröklődést is. Ebben az esetben mindkét mechanizmus végrehajtódik:
```
class
 
C
 
extends
 A {
```

```
  delegationlink D d;
```

```
}
```

Ez további metóduskeresési szabályokat igényel, mivel most potenciálisan két metódus létezhet és egyszerre lehetnek a legspecifikusabbak (a két keresési útvonal miatt).

### Kapcsolódó területek
A delegálás egy alacsony szintű mechanizmus. Célja az entitások közti kód és adat megosztása. Emiatt mondható, hogy más nyelvi konstrukciók alapját képezi. A szereporientált programozási nyelvek valóban használták a delegációt. Sok régi nyelv ezzel szemben az aggregációt használta, miközben azt állították, hogy delegációt használnak. Ez mégsem tekinthető csalásnak, ha a fent említett kettős öröklődés definícióját figyelembe vesszük.
Újabban a delegáció elosztásával is foglalkoznak. Például egy keresőmotor felhasználói (akik olcsó szállodaszobát keresnek) delegációval használhatnak egy megosztott entitást annak érdekében, hogy a legmegfelelőbb és általánosan újrahasznosítható funkcionalitásokat megosszák.
Ernst és Lorenz 2003-ban is javasolta a delegációt a tanácsadás feloldására az aspektusorientált programozásban.

## Fordítás
Ez a szócikk részben vagy egészben  a   Delegation (object-oriented programming) című angol Wikipédia-szócikk ezen változatának fordításán alapul.  Az eredeti cikk szerkesztőit annak laptörténete sorolja fel. Ez a jelzés csupán a megfogalmazás eredetét és a szerzői jogokat jelzi, nem szolgál a cikkben szereplő információk forrásmegjelöléseként.